# Производство на Хари Потър и Даровете на смъртта
Производство на Хари Потър и Даровете на Смъртта (на английски: Production of Harry Potter and the Deathly Hallows), финалът, състоящ се от два филма от 2010-2011 г. от поредицата филми Хари Потър, започва през 2009 г. И част 1, и част 2 са режисирани от Дейвид Йейтс, със сценарий от Стив Клоувс и формират екранизацията на едноименния роман от 2007 г. от Дж. К. Роулинг. Картината е продуцирана от Роулинг, заедно с Дейвид Хеймън и Дейвид Барън. Първоначално двете части трябва да бъдат издадени като един филм, но поради времетраенето, Уорнър Брос Пикчърс разделя филма в две части.
И двете части са заснети едновременно, като основната фотография започва на 19 февруари 2009 г. и завършва на 12 юни 2010 г., а през декември 2010 г. се провеждат повторни снимки за епилога на втора част. Част 1 е пусната в 2D и IMAX на 19 ноември 2010 г., а част 2 - в 3D, 2D и IMAX на 15 юли 2011 г.

## Развитие
Идеята да се раздели последната книга на Дж. К. Роулинг в две части идва от „творчески императив“ и е предложена от изпълнителния продуцент Лайънъл Уиграм. Първоначално Дейвид Хеймън отговаря отрицателно. След като препрочита книгата и я обсъжда със Стив Клоувс, когато приключва стачката на Гилдията на сценаристите на Америка през 2007–2008 г. и получава одобрението на Роулинг, той се съгласява с разделянето. Двете части на Даровете на Смъртта са заснети едновременно и възприемани като един филм по време на снимачния процес. Хеймън казва за проекта: „Преди повече от десет години поехме ангажимент към Джо Роулинг, че преди всичко друго ще бъдем верни на духа на нейните книги и оттогава се стремим никога да не правим компромис с творческите амбициите на филмите“.
| „                                                           | В заключение на филмовия франчайз, ние осъзнахме, че Хари Потър и Даровете на смъртта е пълен с жизненоважни сюжетни точки, които допълват сюжетните дъги на всичките му любими герои. Въпреки това смятаме, че най-добрият начин да филмираме книгата и да зарадваме многобройните ѝ фенове, е да разширим екранната адаптация на Хари Потър и Даровете на Смъртта и да пуснем филма в две части. | “ |
| Джеф Робиноф, Уорнър Брос, прессъобщение от 13 март 2008 г. | |   |

Преди Дейвид Йейтс да бъде официално избран за режисьор, други проявяват интерес към работата. Алфонсо Куарон, режисьор на Хари Потър и Затворникът от Азкабан, казва, че се изкушава да се върне като режисьор. Гилермо дел Торо, който се отказва от Затворникът от Азкабан, проявява интерес към режисурата на Даровете на смъртта, но голямата му натовареност по производството на Хобит го изключва от проекта. Крис Кълъмбъс, режисьор на Хари Потър и Философският камък и 'Хари Потър и Стаята на тайните, копнее да режисира още една част, след като продуцира Затворникът от Азкабан и проявява интерес да се върне към режисурата на Даровете на смъртта, но Йейтс е избран да го режисира.
За първи път в поредицата Роулинг е кредитирана като филмов продуцент заедно с Дейвид Хеймън и Дейвид Барън, но Дейвид Йейтс отбеляза, че нейното участие в процеса на създаване на двете части не се е променило от предишните филми. Хеймън заявява, че двете части са по-близки до книгата в сравнение с предишните филми поради времетраенето. Стив Клоувс пише сценария на първата част, преди да започне работата си по втората част през април 2009 г.
Както се поддържа от продуцента Дейвид Хейман и режисьора Дейвид Йейтс, част 1 и част 2 са възприемани като един филм по време на производствения процес, но в крайна сметка са два различни филма с отделни тонове и стилове, свързани само с „линейния разказ, който минава през средата“. Йейтс коментира контраста между двете части, казвайки, че част 1 е „пътен филм“ и „доста реален“, „почти като документален филм“, докато част 2 е „много по-оперна, цветна и ориентирана към фентъзи жанра“, „голяма опера с огромни битки“.
Йейтс и Хеймън отбелязват, че някои от събитията от седмата книга са оказали влияние върху начина, по който е написан шестият филм.

## Снимачен процес
Предпродукцията започва на 26 януари 2009 г., докато снимките започват на 19 февруари 2009 г. в Лийвсдън Студиос, където са заснети предишните шест части. Пайнууд Студиос е второто студио за заснемане на седмия филм. Бруно Делбонел, операторът на шестия филм, решава да не работи по Даровете на Смъртта, тъй като се страхува да не се повтори. Едуардо Сера е назначен за оператор на двете части. През октомври 2009 г. Ралф Файнс започва да снима ролята си на Лорд Волдемор. Много от възрастните актьори също се подготвят за снимките през този период. Екипът също снима в локация, като гората Суинли е основната снимачна площадка на открито, заедно със село Лейвинхам в Съфолк и улиците на град Лондон.
Снимките в Пайнууд Студиос приключват на 26 март 2010 г. Въпреки това, в Лийвсдън Студиос продължават с по-нататъшни снимки. И част 1, и част 2 са заснети за период от година и половина в Обединеното кралство, като приключват на 12 юни 2010 г. Въпреки че графикът за заснемане е определен на 250 дни, заснемането отнема 478 дни. Радклиф, Гринт и Уотсън открито плачат в последния снимачен ден, който сякаш слага край на десетгодишната им работа по филмите. Въпреки това е потвърдено, че през зимата на 2010 г. започва презаснемането на последната сцена от филма, „19 години по-късно“, която първоначално се състои в Лондон на гара Кингс Крос. Снимките са завършени през декември 2010 г., отбелязвайки официалното приключване на франчайза от десет години на заснемане.
По време на продукцията в Лийвсдън дубльорът на Радклиф Дейвид Холмс претърпява сериозна травма на гръбначния стълб по време на снимките, която го оставя парализиран. Холмс пада на земята след експлозия, която е част от каскада.

### Документален филм заДаровете на Смъртта
По време на снимките на Даровете на Смъртта, британският режисьор Морган Матюс заснема документален филм, който подчертава процеса на създаване на филма и живота на актьорския състав и екипа на снимачната площадка. Продуцентът Дейвид Хеймън казва, че „[Той] показва предизвикателствата на създаването на филма – последствията, които носи върху актьорите и екипа. Това не е просто чист блясък. Това е истинско. В същото време е наистина, наистина забавно.“ Матюс има достъп до различни творчески отдели зад кулисите, както и на снимачната площадка.

### Златна табела
По време на продукцията на Даровете на Смъртта, създателите на филма създават видео, което показва членовете на актьорския състав и екипа, които държат табела, която показва колко дни са в производството и колко дни остават до края. Някои от кадрите включват актьора Роби Колтрейн, свирещ на китара, продуцентски екип, който маха за сбогом и финалната сцена на Даниъл Радклиф, Рупърт Гринт и Ема Уотсън. Последният кадър е на режисьора Дейвид Йейтс, който „се качва в колата си и си тръгва от Лийвсдън“, както е потвърдено от Дейвид Хеймън.